# Мауглі
Мауглі (англ. Mowgli) — вигаданий персонаж та головний герой «Книги джунглів» та «Другої книги джунглів» Редьярда Кіплінга.

## Опис
Мауглі — смаглявий і чорнявий індійський хлопчик. Батьки кинули його, рятуючись від тигра Шерхана. Хлопчик дивом уцілів і потрапив на виховання до сім'ї вовків. Після того як Мауглі прийняли до зграї, його вчителем стає ведмідь Балу, а другом і захисником — пантера Багіра. Коли Мауглі підріс, йому довелося пережити багато пригод: він потрапляє в полон до мавп (бандар-лог) та відновлює владу Акели, якого «підставили» під час полювання. Але головним його противником залишається Шерхан. Тигр так і не зміг забути свого невдалого полювання.